# Willowbrook (Kalifornija)
Willowbrook je naseljeno područje za statističke svrhe u američkoj saveznoj državi Kalifornija. Prema popisu stanovništva iz 2010. u njemu je živjelo 35.983 stanovnika.